# Mark Phillips

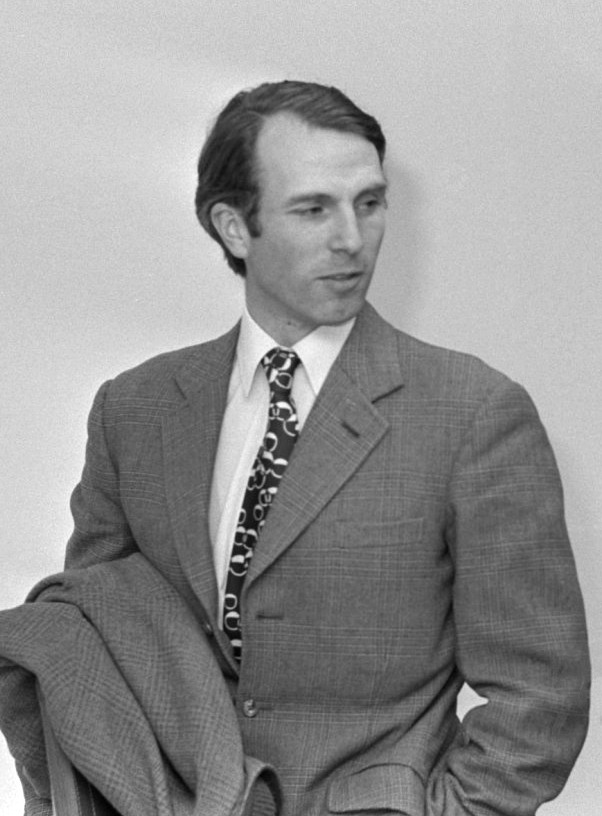
Mark Phillips, 1977

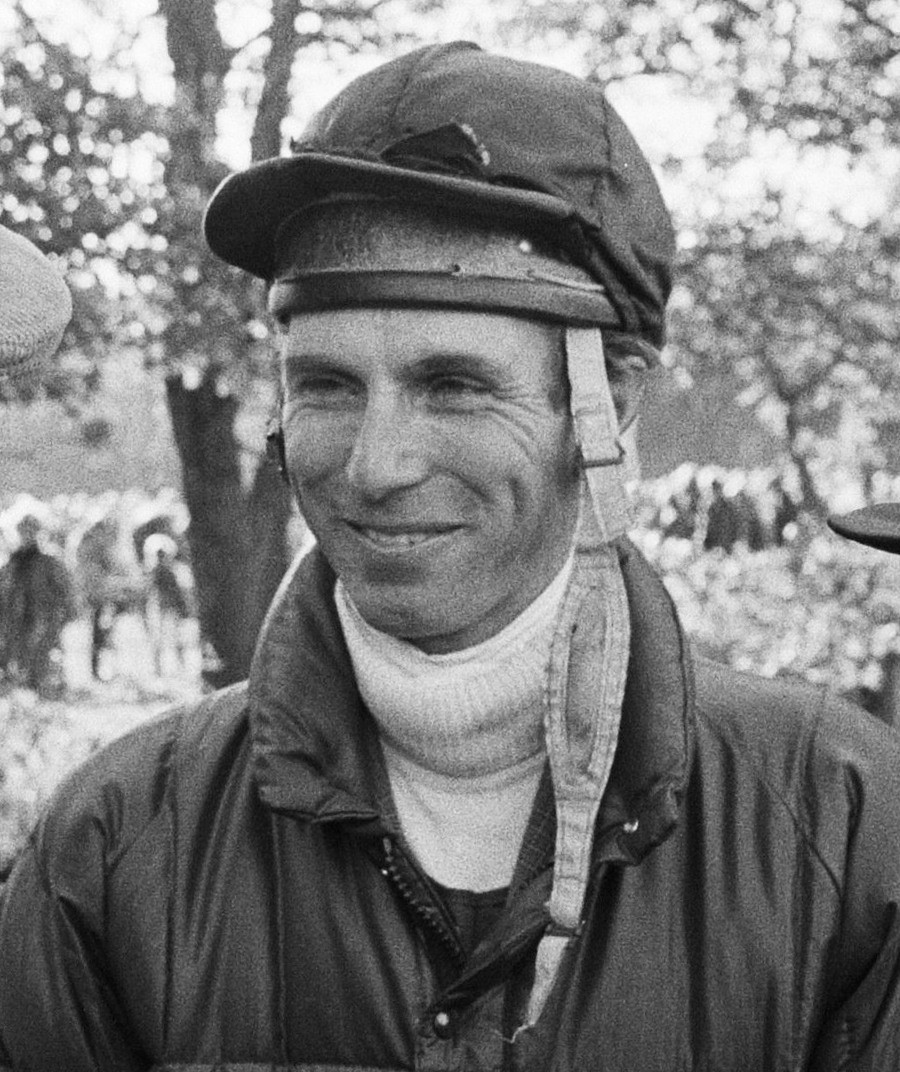
Mark Phillips, 1980

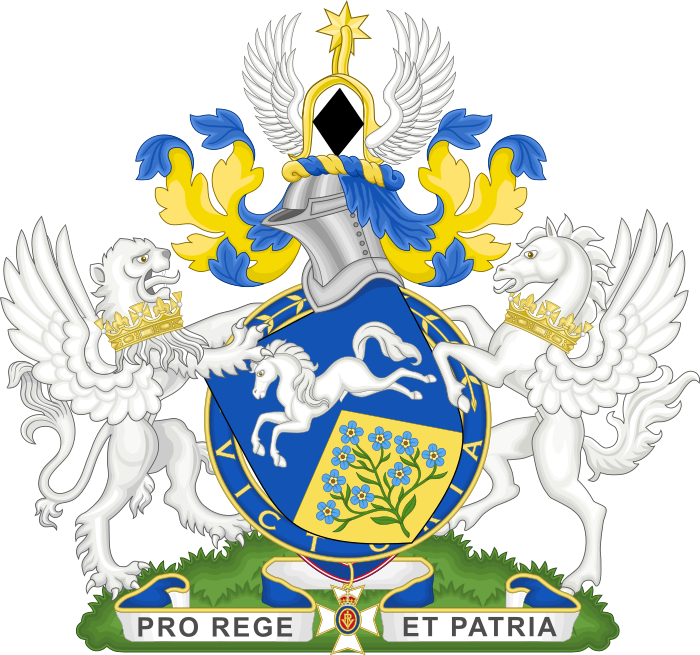
Wappen Mark Phillips

Mark Anthony Peter Phillips CVO ADC (* 22. September 1948 in Tetbury, Gloucestershire) ist ein britischer Vielseitigkeitsreiter und -trainer. Bekanntheit erlangte er insbesondere als erster Ehemann von Prinzessin Anne, der Schwester von König Charles III., mit der er die Kinder Peter und Zara hat.

## Leben
Mark Phillips kam als Sohn von Major Peter William Garside Phillips (1920–1998) und dessen Frau Anne Patricia (geborene Tiarks, 1926–1988) zur Welt. Seine Schwester war Sarah Anne Phillips (1951–2014). Seine Ausbildung fand am Marlborough College und an der Royal Military Academy Sandhurst statt. Im Jahr 1969 trat er als Second Lieutenant der 1st The Queen’s Dragoon Guards in die British Army ein. Er wurde 1975 zum Captain befördert und schied 1978 aus dem aktiven Dienst aus.
1972 war Phillips Mitglied der britischen Nationalmannschaft im Vielseitigkeitsreiten, die bei den Olympischen Spielen 1972 in München die Goldmedaille gewann. Außerdem gewann Mark Phillips die Badminton Horse Trials 1971 und 1972 auf Great Ovation, 1974 auf Colombus und 1981 auf Lincoln.
Durch seine Reiteraktivitäten lernte er Prinzessin Anne kennen, die er am 14. November 1973 in der Westminster Abbey heiratete. An diesem Tag bot ihm die Königin eine Peerswürde an, welche er allerdings ablehnte. Dies kann auch der besondere Wunsch von Prinzessin Anne gewesen sein, die ebenfalls das Angebot der Königin ablehnte, aus ihren Kindern durch Letters Patent Prinzen und Prinzessinnen zu machen.
Königin Elisabeth II. verlieh seinem Vater das Familienwappen im Oktober 1973. Zu Lebzeiten seines Vaters führte Mark Phillips zusätzlich einen dreilätzigen roten Turnierkragen im Schild, den nun sein Sohn im Wappen trägt. 
Neben seinen beiden Kindern aus der Verbindung mit Prinzessin Anne hat Mark Phillips noch zwei weitere Kinder. Die eine Tochter, Felicity Tonkin, wurde 1985 in Neuseeland geboren und entstammt einer Affäre mit der Kunstlehrerin Heather Tonkin. 1991 ging Heather Tonkin mit einer Vaterschaftsklage vor ein Gericht in Neuseeland. Eine DNA-Probe bestätigte, dass Mark Phillips tatsächlich der Vater ihrer Tochter ist.
1992 wurde Mark Phillips von Prinzessin Anne geschieden. 1997 heiratete er die US-amerikanische Dressurreiterin Sandy Pflueger, mit der er die 1997 geborene Tochter Stephanie hat. Im Mai 2012 gab er seine Trennung und anstehende Scheidung von Pflueger bekannt. Phillips lebt inzwischen mit der US-Springreiterin Lauren Hough zusammen.
Von 2001 bis 2012 war Mark Phillips Cheftrainer des US-amerikanischen Vielseitigkeits-Teams. Die britische Firma Barbour hat eine Reitjacke („Mark Phillips Jacket“) nach ihm benannt.